# Accorciamento
L'accorciamento (o scorciamento), in lingua italiana, è un fenomeno di riduzione delle parole. Consiste nel troncamento della parte finale di alcune parole percepite come lunghe. È il caso di frigo per frigorifero o di bici per bicicletta.
L'accorciamento è talvolta marcato in diafasia o in diamesia e viene quindi attestato soprattutto nel linguaggio colloquiale, anche se in molti casi la forma accorciata si è imposta come la più usata. Da un punto di vista diafasico, è notevole l'uso degli accorciamenti nel linguaggio giovanile: si ha così ampli (per amplificatore), pome (per pomeriggio), raga (per ragazzi), siga (per sigaretta).
La forma accorciata talvolta coincide con il confisso (come nel caso di auto per automobile o di trans per transessuale) o con il prefissoide (come nel caso di sub per subacqueo o di ex, riferito a mariti, mogli o fidanzati).
Le forme accorciate possono essere monosillabe (ex), molto spesso bisillabe, in qualche caso trisillabe (come nel caso di cinema per cinematografo, anche se esiste la forma cine, da cui originano diverse formazioni neoclassiche).
Esistono accorciamenti che prevedono la cancellazione della parte iniziale della parola, ma si tratta in tutti i casi di anglicismi (bus da autobus; fax da telefax).
Al plurale, le forme accorciate restano invariabili (foto), producono alterati (fotina) e composti (fotoritocco).